# Erkin Bairam
Erkin Bayram, född 1958 i Nicosia på Cypern, död 21 maj 2001 i Dunedin, var en nyzeeländsk nationalekonom.
Bairam studerade vid University of Essex i Colchester, England, där han avlade kandidatexamen i ekonomi 1980. Därefter fortsatte han sina studier vid University of Hull, där han tog magisterexamen i ekonometri 1982. Han började sedan arbeta med sin doktorsavhandling med titeln Returns to Scale, Technical Progress and Industrial Growth in the USSR and Eastern Europe: An Empirical Study, 1961–75 med John McCombie som handledare. Han doktorerade 1986 och året därpå utnämndes han till föreläsare vid University of Otago. År 1991 hade han stigit till professors rang.
Vid sin död 2021 hade Bairam publicerat över 60 artiklar och fyra böcker. Institutionen för ekonomi vid University of Otago delar ut ett årligt pris för kandidatstudenter som är uppkallat efter Bairam.

## Verksamhet
Bairams två huvudintressen var den teoretiska specificeringen och uppskattningen av aggregerade produktionsfunktioner och testningen av Thirlwalls lag om ekonomisk tillväxt. Han arbetade också med tillämpad ekonometri och ekonometrisk teori samt områdena inflation och arbetsmarknadsekonomi. Han var också intresserad av sportens ekonomi, särskilt cricket och lacrosse, och publicerade några artiklar inom detta område.
Bairam arbetade också med att beräkna forskningsrankningar för ekonomiska institutioner. Han publicerade en artikel om detta ämne i Journal of Economic Literature.